# Erhard Grosskopf
Pour les articles homonymes, voir Grosskopf.
Erhard Grosskopf, né à Berlin le 17 mars 1934. et mort le 17 avril 2025 dans la même ville, est un compositeur allemand.

## Biographie
Il est élu membre de l'Académie des arts de Berlin en 1994.

## Discographie
- String Quartets Nos. 1–3, Neos, 2007
- sound pool - adagio, ACADEMY/Edel Classics, 2000
- Proportion 1 (Nexus II), 2000
- Looping, Spalax, 1992
- Slow Motion, Denon, 1980
- Night Tracks, EMF, 1970
- Quintett über den Herbstanfang, ACADEMY/Edel Classics